# Chivres-Val
Chivres-Val – miejscowość i gmina we Francji, w regionie Hauts-de-France, w departamencie Aisne.
Według danych na styczeń 2014 roku gminę zamieszkiwało 598 osób, a gęstość zaludnienia wynosiła 108,3 osób/km².